# XVCD
XVCD è l'abbreviazione di eXtended Video CD (Video CD Esteso). All'interno di questa denominazione si inseriscono tutti i Video CD, quasi sempre di origine amatoriale, che non rispettano le specifiche previste dal White Book, edito dalla Philips.

## Caratteristiche tecniche
Generalmente gli XVCD possiedono una o più delle seguenti caratteristiche:
- assenza delle applicazioni per CD-i Bridge;
- compressione video con bitrate costante (CBR) maggiore o minore di 1151. Più alto è il bitrate, maggiore sarà la qualità offerta, ma minore sarà la durata del filmato e viceversa;
- compressione audio minore o maggiore di 224 Kbit/s;
- utilizzo di bitrate variabile (VBR): durante il processo di codifica si utilizzeranno bitrate più elevati nelle scene in movimento e bitrate più bassi nelle scene più tranquille;
- campionamento audio diverso da 44.100 Hz e/o risoluzione diversa da 16 bit;
- formati di compressione audio MP3 o MP1;
- avere 24 fotogrammi al secondo o framerate diversi da quelli previsti dai sistemi televisivi PAL e NTSC;
- risoluzioni diverse da 352x240 e 352x288.

Il formato, non essendo standardizzato, può essere sempre letto dai PC, in base alle opzioni scelte anche dai VCD/DVD da tavolo.